# 利夫站
利夫站（英語：Liff railway station）是一個位於蘇格蘭安格斯利夫的鐵路站，在1861至1955年間提供服務。車站位置是在鄧迪城內。

## 歷史
車站在1861年啟用，當時由鄧迪和紐泰爾鐵路提供鐵路服務。車站在1955年1月10日關閉，現址為一個體育中心。
| 前一站   | 路線             | 下一站   |
| -------- | ---------------- | -------- |
| 洛希西站 | 鄧迪和紐泰爾鐵路 | 丹地西站 |